# Karl Černe
Karl Černe, slovenski partizan, politik in čevljar, * 1904, Dobrunje, † ?.
Kot pripadnik 9. slovenske narodnoosvobodilne brigade je bil eden izmed odposlancev, ki so se udeležili Zbora odposlancev slovenskega naroda v Kočevju.